# Миле Луковић
Миле Луковић Кум (Доњи Гајтан, код Медвеђе, 1. март 1969 — Београд, 27. март 2003) био је српски криминалац и један од првих припадника Земунског клана, а такође и најбољи пријатељ Душана Спасојевића Шиптара.

## Биографија
Миле Луковић је рођен 1. марта 1969. године у Доњем Гајтану, син Милана и Љубице Луковић. Као дечак се упознаје и постаје пријатељ са Душаном Спасојевићем, са којим касније одлази у Београд, где почињу своју криминалну каријеру. У почетку су крали аутомобиле, и на крају их враћали за откуп. Били су такође повезани и са Љубишом Бухом Чуметом, који је водио Сурчински клан. Продавали су заједно и дрогу, све док Спасојевић није формирао сопствену групу криминалаца базирану у Земуну, због чега добијају име Земунски клан. Луковић је тада постао десна рука Душана Спасојевића и његов заменик. Током атентата који су се одигравали од 2000. до 2003. године, а за које је био одговоран Земунски клан, Луковић се са Сретком Калинићем и Милошем Симовићем сматрао за главног пуцача у клану.
Након убиства премијера Србије, Зорана Ђинђића, у полицијској Операцији Сабља, страдали су и Миле Луковић и Душан Спасојевић 27. марта 2003. године, када их је полиција пронашла и усмртила, према званичној верзији, јер су они први "припуцали" на полицију. Иако је ова верзија приче потврђена, постоје такође приче и да су Спасојевић и Луковић брутално претучени, а затим стрељани. Био је ожењен супругом Мајом и имао је сина.